# Ernest Leslie Ransome

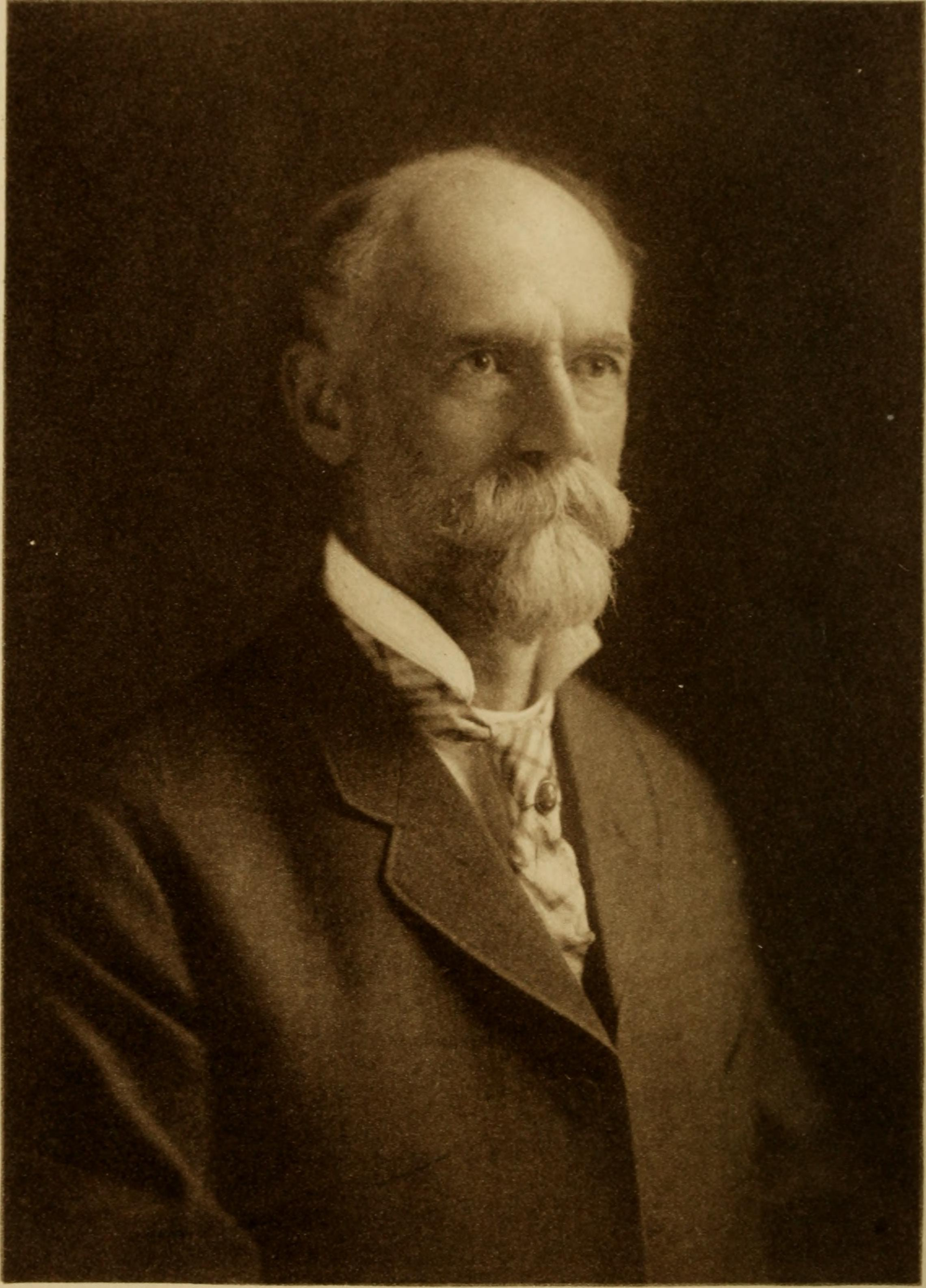
Ernest Leslie Ransome

Ernest Leslie Ransome (* 1844 in Ipswich; † 1917 in Plainfield, New Jersey) war ein in Großbritannien geborener US-amerikanischer Bauingenieur, Bauunternehmer und Pionier des Stahlbetons in den USA.

## Leben
Der Großvater hatte eine Fabrik für Gußeisenteile (besonders Pflüge) und war Quäker, der Vater Frederick Ransome (1818–1893) hatte eine Fabrik für patentierte Beton-Bausteine (aus Sand und pulverisiertem Feuerstein) in Ipswich, in der sein Sohn Ernest Ransome eine Lehre begann. Ansonsten war er als Ingenieur Autodidakt bzw. lernte von den Ingenieuren in seinem Familienumkreis. Ernest Ransome ging 1870 in die USA und war Aufseher bei der Pacific Stone Company in San Francisco, die Betonsteine nach dem Patent seines Vaters herstellte. Die Bezeichnung Aufseher (Superintendent) gab sich Ransome selbst, wahrscheinlich war die Firma ein Familienunternehmen der Ransomes und wurde 1875 aufgegeben. Später hatte er eigene Firmen bzw. Firmen mit Teilhabern wie Ransome und Smith (ab 1888) mit der finanziellen Beteiligung des Borax-Unternehmers Francis M. Smith (1846–1931). Von 1870 bis 1897 wohnte er in San Francisco und Oakland (ab 1880). Etwa 1897 zog Ransome an die Ostküste nach New York (Brooklyn) und New Jersey, um seine größeren Bauprojekte zu überwachen.
1884 meldete er ein Patent auf Eisenbeton an mit schraubenförmigen Eisenstäben als Bewehrung und er erhielt auch weitere Patente für Eisenbetonkonstruktionen. Das Verfahren benutzte er schon um 1880 beim Bau der Masonic Hall in Stockton, die aus seinem Buch bekannt ist, aber anscheinend nicht mehr besteht. 1888 baute er den Weinkeller für Bourn & Wise in St. Helena in Napa County, seine erste Zusammenarbeit mit den Architekten aus San Francisco George W. Percy und Frederick F. Hamilton. Heute ist es ein Campus des Culinary Institute of America. 1890/91 benutzte er seine Eisenbeton-Entwicklung für zwei kleine Brücken (Fußgängerunterführungen) im Golden Gate Park in San Francisco (Alvord Lake Bridge, Conservatory Bridge), die noch heute bestehen und die ersten Eisenbetonbrücken in den USA sind. Architekten waren wieder Percy und Hamilton, wie zuvor 1889 bei dem Gebäude der California Academy of Sciences, das aber beim Erdbeben 1906 zerstört wurde (Ransome baute dort nur die Flure, die das Atrium in jedem Stockwerk umgaben). Eisenbeton stieß damals auf Skepsis in den USA. 1884 errichtete er das Gebäude der Arctic Oil Works in San Francisco aus Eisenbeton. Ein Durchbruch für Ransome war aber, als 1902 nach einem Brand in dem von ihm 1897 errichteten Gebäude der Pacific Coast Borax Raffinerie in Bayonne, New Jersey, sich seine Eisenbetonstrukturen als widerstandsfähig erwiesen. Ransome hatte für Smith schon zuvor das Gebäude der Pacific Coast Borax Company auf der Insel Alameda in der Bucht von San Francisco gebaut, das aber nur kurzlebig war, da die Gesellschaft ihre Produktion 1897 an die Ostküste verlegte. Auch seine beiden Gebäude (Leland Stanford Junior Museum of Art und der Frauen-Schlafsaal Sequoia Hall, 1891) an der Universität Stanford überlebten das Erdbeben von San Francisco 1906, im Gegensatz zu vielen Ziegelgebäuen der Universität, wurden aber im Gegensatz zu dem, was Ransome in seinem Buch behauptete doch schwer in Mitleidenschaft gezogen. Das Ingalls Building in Cincinnati von 1903 war der erste ganz in Eisenbeton errichtete Wolkenkratzer in den USA. Er hatte 15 Stockwerke und besteht noch heute. Gebaut wurde er durch die lokale Baufirma Elzner und Anderson. Das größte von Ransome & Smith errichtete Gebäude war die United Shoe Machinery Factory in Beverly (Massachusetts) (1902).

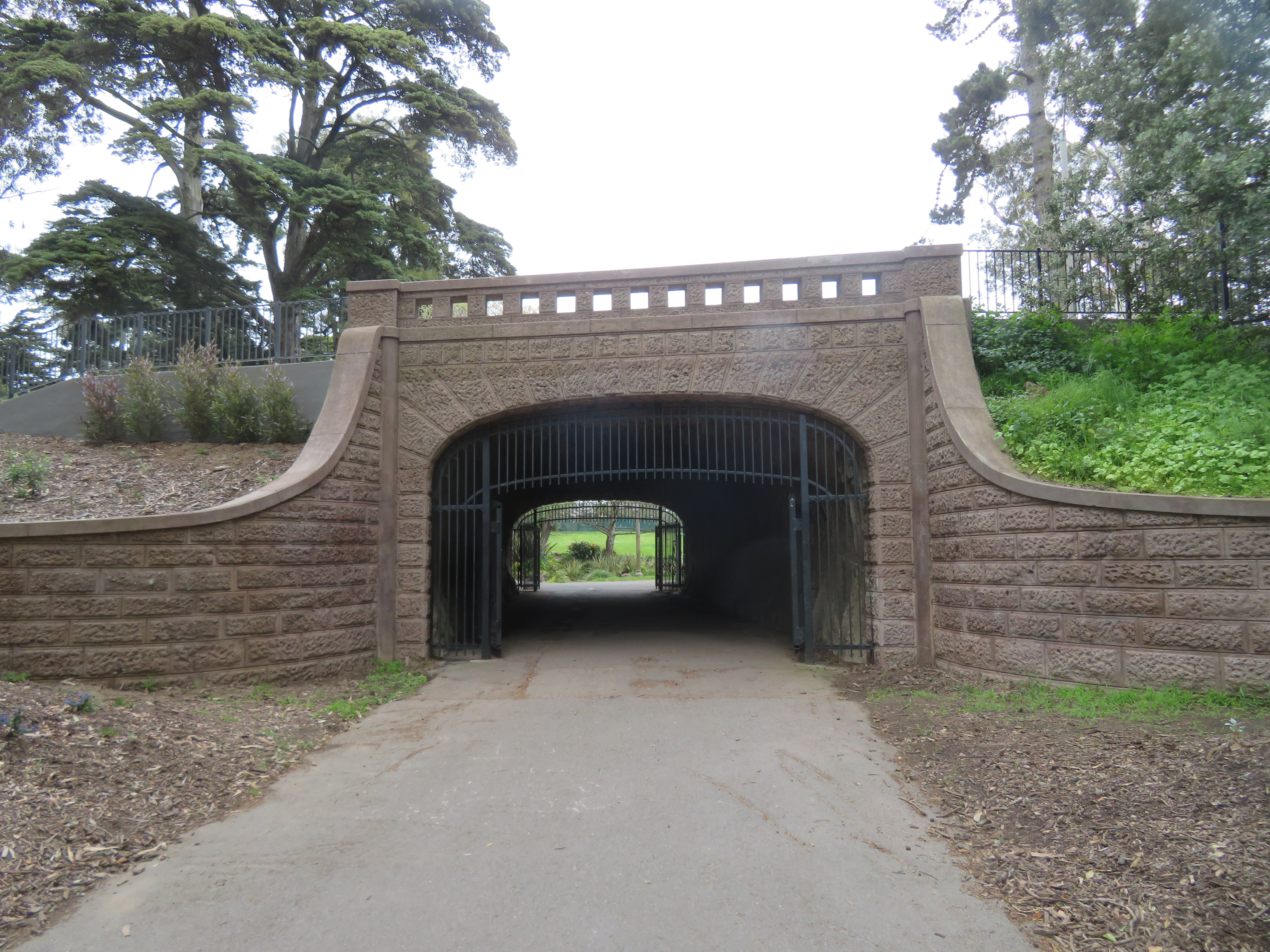
Alvord Lake Bridge, Golden Gate Park, San Francisco

Er hatte auch Patente auf Betonmischmaschinen und produzierte diese.
Noch in England heiratete er 1868 Mary Dawson, mit der er acht Kinder hatte. Sein Sohn Frederick Leslie Ransome war ein bekannter Geologe. Sein zweitältester Sohn Bernard Ransome (1874–1946) hatte ebenfalls ein Bauunternehmen (Ransome Crummey und später Ransome Construction Company) und übernahm das Geschäft seines Vaters an der Westküste, als dieser an die Ostküste ging. Die Ransome Company besteht noch heute in Kalifornien. Sie waren eine große Baufirma (um 1909 bis 750 Arbeiter und 1800 Pferde) und vor allem im Eisenbahnbau tätig (Ocean Shore Railroad von San Francisco nach Santa Cruz, 1906 bis 1920, Depots der Western Pacific Railroad in Sacramento und Oakland). Ernest Ransome war Berater der Firma seines Sohnes und wohl auch finanziell beteiligt.

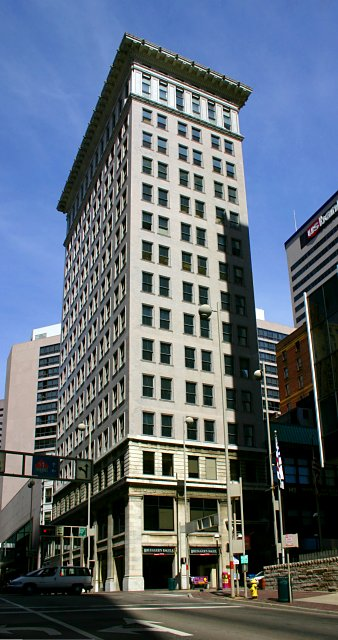
Ingalls Building, Cincinnati 1906, erster Wolkenkratzer in den USA aus Stahlbeton

## Schriften
- mit Alexis Saurbrey: Reinforced Concrete Buildings. McGraw Hill 1912.